# ایمنی و بهداشت حرفه‌ای
ایمنی و بهداشت شغلی (OSH) یا بهداشت و ایمنی شغلی (OHS) یک حوزه چند رشته‌ای است که با ایمنی، سلامت و رفاه افراد در محل کار (یعنی هنگام انجام وظایف مورد نیاز شغل) مرتبط است. ایمنی و بهداشت شغلی با حوزه‌های طب کار و بهداشت حرفه‌ای مرتبط است و با ابتکارات ارتقای سلامت در محل کار همسو است. ایمنی و بهداشت شغلی همچنین از عموم مردم که ممکن است تحت تأثیر محیط شغلی قرار گیرند، محافظت می‌کند.

## تعاریف
سازمان بین‌المللی کار (ILO) و سازمان بهداشت جهانی (WHO) تعریف مشترکی از بهداشت حرفه‌ای دارند. این اولین بار توسط کمیته مشترک بهداشت حرفه‌ای سازمان بین‌المللی کار/سازمان بهداشت جهانی در اولین جلسه خود در سال ۱۹۵۰ تصویب شد:
هدف بهداشت حرفه‌ای باید ارتقاء و حفظ بالاترین درجه سلامت جسمی، روانی و اجتماعی کارگران در تمام مشاغل؛ پیشگیری از افت سلامت کارگران ناشی از شرایط کاری؛ محافظت از کارگران در محل کارشان در برابر خطرات ناشی از عوامل مضر برای سلامتی؛ به‌کارگیری و حفظ کارگر در یک محیط شغلی متناسب با توانایی‌های فیزیولوژیکی و روانی او و به‌طور خلاصه: تطبیق کار با انسان و هر انسان با شغلش باشد.— کمیته مشترک بهداشت حرفه‌ای سازمان بین‌المللی کار و سازمان بهداشت جهانی، نشست اول (۱۹۵۰)
در سال ۱۹۹۵، یک بیانیه اجماعی افزوده شد:
تمرکز اصلی در بهداشت حرفه‌ای بر سه هدف مختلف است: (۱) حفظ و ارتقای سلامت و ظرفیت کاری کارگران؛ (۲) بهبود محیط کار و کار به گونه‌ای که منجر به ایمنی و سلامت شود و (۳) توسعه سازمان‌های کاری و فرهنگ‌های کاری در جهتی که از سلامت و ایمنی در محل کار حمایت کند و با انجام این کار، فضای اجتماعی مثبت و عملکرد روان را نیز ارتقا دهد و بتواند بهره‌وری شرکت‌ها را افزایش دهد. مفهوم فرهنگ کاری در این زمینه به معنای بازتابی از سیستم‌های ارزشی اساسی اتخاذ شده توسط شرکت مربوطه است. چنین فرهنگی در عمل در سیستم‌های مدیریتی، سیاست‌های پرسنلی، اصول مشارکت، سیاست‌های آموزشی و مدیریت کیفیت شرکت بازتاب می‌شود.— کمیته مشترک بهداشت حرفه‌ای سازمان بین‌المللی کار و سازمان بهداشت جهانی، نشست دوازدهم (۱۹۹۵)
تعریف دیگری که سازمان بهداشت جهانی برای سلامت شغلی ارائه داده است، این است: «سلامت شغلی با تمام جنبه‌های سلامت و ایمنی در محیط کار سروکار دارد و تمرکز زیادی بر پیشگیری اولیه از خطرات دارد.»